# Журналистика погружения
Журналистика погружения (англ. Immersive Journalism) — это разновидность журналистики, при которой с помощью 3D-технологий и технологий виртуальной реальности создается эффект присутствия в конкретном месте, описываемом в новостных статьях, репортажах с места событий и документальных фильмах. Журналистика погружения позволяет аудитории от первого лица увидеть и услышать всё происходящее с помощью доступа в виртуальную версию местоположения событий, в которой точно воссоздаются объекты, люди, передаются звуки и ощущения.

## Начало журналистики погружения
Цель качественной журналистики всегда заключалась в том, чтобы создать тесную связь между аудиторией и историей. Создание такой связи с помощью разных средств давно считается идеалом в журналистике. Описывая свои репортажи во время Второй мировой войны, журналист Марта Геллхорн называла их «видом с полей». Писатель Джордж Плимптон присоединился к футбольной команде Детроитских Американских Львов, чтобы передать своим читателям самые подробные ощущения от игры в команде. Телевизионный корреспондент Уолтер Кронкайт создал серию документальных репортажей, воссоздававших исторические события, давая краткое вступление прежде чем голос за кадром называл дату и место события, сообщая: «Вы — там!». В недавнее время, попытки комбинировать аудио, видео и изображения в Интернете создали то, что некоторые журналисты называют «повествованием с погружением». Джонатан Дьюб, технологический редактор в MSNBC, сказал, что он верит в то, что это приведет читателя и зрителя «ближе к правде».

## Технологии погружения
Среда в журналистике погружения конструируется с помощью компьютерных графических изображений в трехмерных онлайн виртуальных мирах, таких как Second Life или Cave. Зрители в 3D-очках или с помощью 3D-мониторов могут свободно перемещаться по плану, выбирать точку обзора и место, в котором они хотят находиться, но не могут повлиять на последовательность сцен и итог сюжета. В системе участники обычно представлены в виде цифрового аватара, они могут видеть собственные части тела, тень и свое отражение на поверхностях. Движения виртуального тела при этом полностью совпадают с движениями реального человеческого тела. Для усиления эффекта присутствия разработчики внедряют звуковое и видео сопровождение, записанное в реальном мире. Так, например в Gone Gitmo, виртуально воссозданном прототипе тюрьмы Гуантанамо, были использованы настоящие аудио и изображения, записанные в реальной тюрьме.

## В настоящее время
В 2012 году Нонни Де Ла Пенья, бывший корреспондент Newsweek и автор газеты The New York Times, создала серию репортажей, используя технологии виртуальной реальности. В рамках проекта «Сирия», заказанного Международным Экономическим Форумом, зритель прогуливается по спокойной улице, потом оказывается в эпицентре бомбардировки, затем попадает в лагерь для беженцев.
Известность пришла к Ла Пенья за проект «Голод в Лос-Анджелесе» о людях, получающих помощь продуктами питания в США. Зритель переносится в пункт выдачи продовольствия в Лос-Анджелесе, Калифорния, где голодающий мужчина, больной диабетом, падает в обморок прямо в очереди за едой.

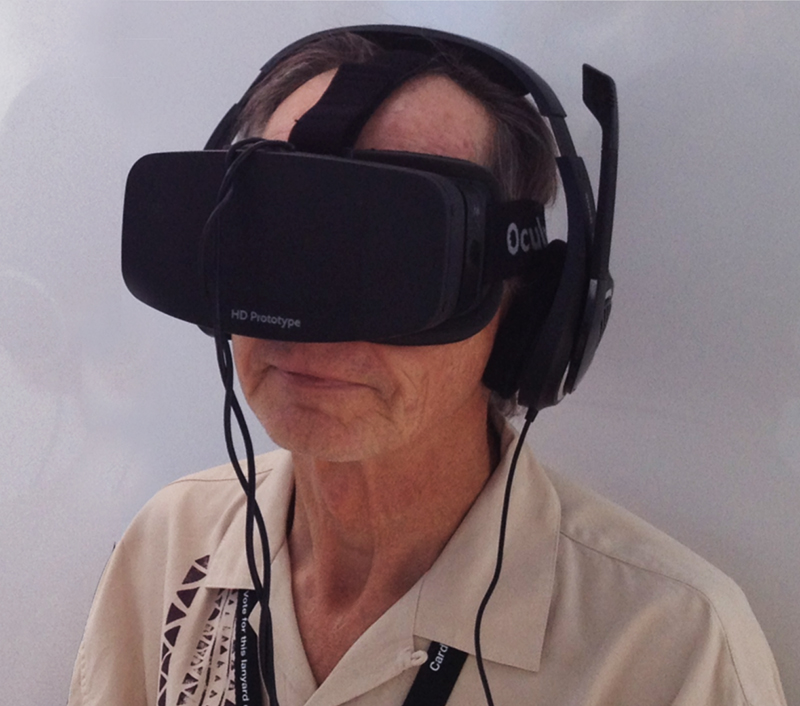
Мужчина в очках Oculus Rift

Другой проект журналистки — «Применение силы» — воссоздает события ночи, когда незарегистрированный сирийский беженец был избит до смерти пограничным патрулем.
В проекте «Голод» Ла Пенья использовала прототип очков виртуальной реальности Oculus Rift, но в 2013 она основала компанию Emblematic Group, которая теперь занимается разработкой более дешевой и доступной модели устройства для просмотра репортажей в виртуальной реальности — Zig Zag.
В 2015 The New York Times в сотрудничестве с Google запустил проект виртуальной реальности NYT VR, в рамках которого подписчикам вместе с копией издания было доставлено более миллиона Google Cardboard — специальных устройств, совместимых со смартфонами, для просмотра репортажей и документальных фильмов, созданных в виртуальных мирах.
Первый фильм, снятый в рамках NYT VR, называется «Перемещённые» (англ. «The Displaced») и рассказывает истории трех детей, вынужденных бежать от войны в своих странах. Так, зрителю предлагается воочию увидеть события в Сирии, на Украине и в Южном Судане, которые заставили больше 30 миллионов детей покинуть родные места.

## Этика журналистики погружения
Некоторые эксперты полагают, что вопрос этики и морали стоит на первом плане в применении технологий виртуальной реальности в журналистике. Так, те или иные места и события могут производить шокирующий эффект на зрителя, учитывая реалистичность происходящего — взрывы, гибель людей, убийства и места вооруженных конфликтов. Том Кент, профессор журналистики Колумбийского университета в своей статье, посвященной вопросу этики в виртуальной журналистике, говорит о необходимости выработки Этического Кодекса, напоминая о том, что первоочередная задача журналиста — рассказать о событиях, а не вызвать те или иные эмоции.
Однако по словам Нонни Де Ла Пенья, реалистичность позволяет, напротив, вызывать сочувствие и сильные эмоции у людей, что в дальнейшем будет способствовать глубокому пониманию конфликта и желанию помочь. Схожую позицию занимает российский журналист-международник, корреспондент News.ru Михаил Розен.